# Ferdinand Kolberg
Ferdinand Kolberg (* 17. August 1941 in Halle (Saale)) ist ein deutscher Gießereiingenieur und war Geschäftsführer der Eisengießerei Gebrüder Gienanth in Eisenberg. Er ist Träger des Bundesverdienstkreuzes am Bande.

## Laufbahn
Kolberg lebte mit seinen Eltern und seiner älteren Schwester seit 1953 in Mülheim an der Ruhr und absolvierte nach der Mittleren Reife eine Gießereilehre bei der Firma Thyssen-AG in Duisburg, der er nach dem Besuch einer Abendschule ein Ingenieurstudium an der Ingenieurschule Duisburg (Ing. grad.) und anschließend von 1964 bis 1969 an der RWTH Aachen anschloss. In den 1970er Jahren war er bei Thyssen-Guss zuerst im Ruhrgebiet, dann für längere Zeit als Vorstand für Technik und Vertrieb in Brasilien tätig. Von 1982 bis 1987 war er Werksleiter der Thyssen-Guss-Firma Concordiahütte in Bendorf bei Koblenz. 1988 übernahm er die Geschäftsführung der Eisenberger Eisengießerei, die 1753 gegründet und 1800 von Ludwig Gienanth übernommen und weitergeführt worden war, eine Position, die er bis zu seiner Pensionierung 2006 behielt. Nicht zuletzt durch seine Geschäftsführung hatte das Traditionsunternehmen auch in der Strukturkrise der Hüttenindustrie Bestand und wurde sogar noch durch ein Tochterunternehmen in England (1992 Laycast in Sheffield) und 2005 die Firma Fronberg Guss in Fronberg (Schwandorf) vergrößert.

## Ehrenamtliches Engagement in der Wirtschaft
Kolberg hat sich neben seiner beruflichen Tätigkeit im Deutschen Gießereiverband ehrenamtlich engagiert und führende Positionen eingenommen. In der Region Pfalz hat er sich unter anderem im IHK-Ausschuss für Außenwirtschaft und beim Donnersberger Wirtschaftsforum engagiert. Nach seinem Ausscheiden aus dem aktiven Berufsleben war Kolberg im Donnersbergkreis als Senior Experte und Gründungsberater aktiv. 2006 wurde er für seine Verdienste um Wirtschaft und Gesellschaft mit dem Bundesverdienstkreuz am Bande ausgezeichnet.

## Privates Engagement
Kolberg war schon in seiner Jugend kirchlich engagiert, ein Engagement, das er im Ruhestand, z. B. als Vorsitzender des Fördervereins seiner evangelischen Kirchengemeinde in Weisenheim am Berg und im dortigen Presbyterium fortsetzte. Auch in Brasilien war er im sozialen Bereich aktiv, sodass nach ihm in Matozinhos, dem Sitz der Firma im Bundesstaat Minas Gerais, eine Straße benannt wurde. Seit 1. Oktober 2014 ist er Patientenfürsprecher im Kreiskrankenhaus Grünstadt.